# Воротнино
Воротнино — деревня в Смоленской области России, в Глинковском районе. Население — 6 жителей (2007 год) Расположена в центральной части области в 5 км к западу от села Глинка, в 13 км севернее автодороги Р96 Новоалександровский(А101)- Спас-Деменск — Ельня — Починок. В 5 км севернее деревни железнодорожная станция Клоково на линии Смоленск — Сухиничи. Входит в состав Белохолмского сельского поселения.

## История
В годы Великой Отечественной войны деревня была оккупирована гитлеровскими войсками в июле 1941 года, освобождена в ходе Ельнинско-Дорогобужской операции в 1943 году.,.